# Lijst van gangbare microcontrollers
Dit is een lijst van gangbare microcontrollers gesorteerd naar merk.

## AMCC
Tot Mei 2004 werden deze microcontrollers ontwikkeld en verkocht door IBM, daarna werd de hele 4xx-familie verkocht aan Applied Micro Circuits Corporation.
- 403 PowerPC CPU
  - PPC 403GCX

- 405 PowerPC CPU
  - PPC 405EP
  - PPC 405GP/CR
  - PPC 405GPr
  - PPC NPe405H/L

- 440 PowerPC Book-E CPU
  - PPC 440GP
  - PPC 440GX
  - PPC 440EP/EPx/GRx
  - PPC 440SP/SPe

## Altera
- Nios II 32 bit-, configureerbare "zachte" processor
- Nios 16 bit-, configureerbare "zachte" processor

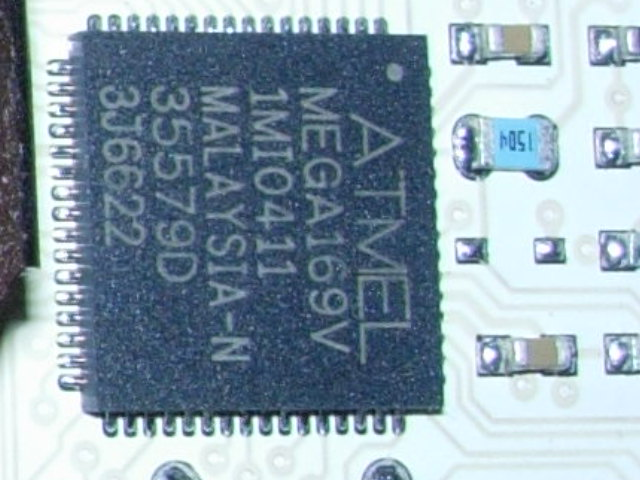
Atmel ATmega169 (64-pin MLF).

## Atmel
Atmel is overgenomen door Microchip
- AT89-serie (Intel 8051-architectuur)
- AT90, ATtiny, ATMega-serie (AVR architectuure) (een Atmel-ontwerp uit Noorwegen)
- AT91SAM (ARM-architectuur)
- AVR32 (32 bit-AVR-architectuur)
- MARC4

## Charmed Labs
- Qwerk
- XPort

## Cypress MicroSystems
- CY8C2xxxx (PSoC)

## Dallas Semiconductor
- 8051-familie
- MAXQ RISC-familie
- Secure Micros-familie

## Freescale Semiconductor
Tot 2004 werden deze microcontrollers ontwikkeld en verkocht door Motorola. In 2004 splitste Motorola de halfgeleiderafdeling af onder de naam Freescale Semiconductor en sindsdien zijn het producten van Freescale. In 2015 werd Freescale gekocht door NXP.
- 8 bit
  - 68HC05 (CPU05)
  - 68HC08 (CPU08)
  - 68HC11 (CPU11)
- 16 bit
  - 68HC12 (CPU12)
  - 68HC16 (CPU16)
  - Freescale DSP56800 (DSP-controller)
- 32 bit
  - Freescale 683XX
  - MPC500
  - MPC 860 (PowerQUICC)
  - MPC 8240/8250 (PowerQUICC II)
  - MPC 8540/8555/8560 (PowerQUICC III)

## Fujitsu
- F²MC familie (8/16 bit)
- FR familie (32 bit)
- FR-V familie (32 bit, RISC)
- Officiële Fujitsu MCU Informatie (in het Engels)

## Holtek
- HT8

## Infineon
- 8 bit
  - XC800-familie
  - C500/C800-familie
- 16 bit
  - XC166-familie
- 32 bit
  - TRICORE-familie

## Intel
- 8 bit
  - MCS-48 (8048-familie – ook 8035, 8038, 8039, 8040, 8X42, 8X49, 8050; X=0 of 7)
  - MCS-51 (8051-familie – ook 8X31, 8X32, 8X52; X=0, 3, of 7)
  - 8xC251
- 16 bit
  - MCS-96 (8096-familie – ook 8061)
  - Intel MCS 296

## Lattice Semiconductor
- Mico8 als "bibliotheekelement" beschikbare 8 bit-microcontroller

## Microchip Technology
- 8 bit
  - PIC10: 4 tot 8 MHz
  - PIC12: 4 tot 20 MHz
  - PIC14: 4 MHz
  - PIC16: 4 tot 20 MHz (ongeveer 5 MIPS @ 20 MHz)
  - PIC18: 24 tot 64 MHz (ongeveer 6,25 tot 16 MIPS)
- 16 bit
  - PIC24F: 16 MIPS
  - PIC24H: 40 MIPS
  - dsPIC30: 16 MIPS
  - dsPIC33: 40-70 MIPS
- 32 bit
- PIC32: 40 tot 300 MHz

## National Semiconductor
- COP8
- CR16

## NEC
- 17K
- V25
- 75X
- 78K
- V850

## NXP Semiconductors
- LPC3000
- LPC2000

## Parallax
- SX
  - Deze werden eerst gemaakt door Ubicom, de SX chip (die) zelf wordt nog steeds gemaakt door Ubicom, maar wordt naar Parallax gestuurd om in een plastic behuizing te plaatsen.
  - SX-18, 20, 28, 48 en 52 pins versies (merk op dat de SX-18 en de SX-52 niet meer gemaakt worden omdat Parallax daar geen behuizing voor heeft).
  - Parallax' SX-serie 8 bit-microcontrollers draaien op een ongewoon hoge snelheid, tot aan 75 MHz (75 MIPS), en hebben een hoge graad van flexibiliteit. André Lamothe, een auteur van vele boeken over het programmeren van computergames, heeft bewezen dat de SX-52 zelfs betrouwbaar op 80 MHz kan draaien. Hij gebruikt de SX-52 in duizenden XGameStations (een systeem waarop een hobbyist zelf een spel kan ontwikkelen), die alleen op 80 MHz draaien. De X-52 wordt wel omschreven als een "sterk opgevoerde" PIC.
- Propeller
  - De Propeller is een heel speciale microcontroller die acht 32 bit-microprocessors heeft, met elk een stukje eigen geheugen. Samen delen ze nog 32 KB RAM, en 32 KB ROM, en 32 I/O-poorten.
  - Hij wordt veel gebruikt in (hobby)robots omdat hij veel taken tegelijk zeer snel en betrouwbaar kan uitvoeren, en in systemen die een videosignaal moeten kunnen opwekken, de Propeller kan dit in software doen een heeft daarvoor o.a. een ingebouwde karakterset in zijn ROM.

## Rabbit Semiconductor
- Rabbit 2000
- Rabbit 3000
- Rabbit 4000
- Rabbit 5000
- Rabbit 6000

## Renesas Technology
(Renesas is een samenwerking tussen Hitachi en Mitsubishi Electric.)
- H8
- SuperH
- M16C
- M32R
- RX

## Silabs
- C8051F300
  - QFN11 behuizing (3x3 mm), 25 MIPS, 8 KB Flash, 256 B RAM acht I/O poorten, UART, SMBus, 3 timers, 8 bit-, 8-kanaals-, 500 kbs ADC.
- C8051F120
  - TQFP100 -behuizing, 128 KB Flash, 8448 B RAM,  64 I/O-poorten, 2 UARTS, SMBus, SPI, 5 timers, 8ch 12b + 8ch 8b ADC, 2-kanaals-, 12 bit-DAC, 16x16 MAC.

## Silicon Motion
- SM2XX-familie - flashgeheugencontrollers
- SM321 - USB 2.0
- SM323 - USB 2.0
- SM323E - USB 2.0
  - Silicon Motions SM321E- en SM324-controllers ondersteunen SLC- en MLC NAND-flash van Samsung, Hynix, Toshiba en ST Micro maar ook flashproducten van Renesas, Infineon en Micron. De SM321E is beschikbaar in een 48-pin-LQFP-behuizing en een 44-pin-LGA-behuizing. De SM321E ondersteunt tot 4 SLC or MLC NAND-flashchips met 4 bytes / 528 bytes ECC
- SM324 - USB 2.0
- Ondersteunt twee-kanaalsdatatransfers met leessnelheden van 35 MB/s en schrijfsnelheden tot 24 MB/s, waardoor dit de snelste USB 2.0-flashdiskcontroller op de markt is. De SM324 ondersteunt ook het "serial peripheral interface" (SPI)-protocol, waardoor niet alleen in master- en slave-mode gewerkt kan worden, maar waardoor het ook mogelijk wordt andere SUB-functionaliteit te ondersteunen zoals gps, vingerafdruksensor, bluetooth en een geheugencapaciteitdisplay. De SM324 is beschikbaar in een 64-pin-LQFP-behuizing. De SM324 ondersteunt 8 SLC or MLC NAND-flashchips met 4 bytes / 528 bytes ECC.
- SM330 - USB 2.0
- SM501 - Mobile Graphics
- SM712 - Mobile Graphics
- SM722 - Mobile Graphics
- SM340 - MP3/JPEG
- SM350 - MP3/JPEG
- SM370 - Image processing

## STMicroelectronics
- ST 62
- ST 7
- ST 10
- μPSD
- STM8
- STM32

## Texas Instruments
- TMS370
- MSP430

## Toshiba
- TLCS-47 (4 bit)
- TLCS-870 (8 bit CISC)
- TLCS-900 (16 en 32 bit CISC)
- TX19A (32 bit RISC)

## Western Design Center
- 8 bit
  - W65C02-gebaseerde microcontrollers
- 16 bit
  - W65816-gebaseerde microcontrollers

## Ubicom
- IP2022: Ubicoms IP2022 is een zeer snelle (120 MIPs) 8 bit-microcontroller. Ingebouwd zijn onder andere: 64 KB flashprogrammageheugen, 16 KB PRAM (snelle routines, en bufferen van ethernetpakketjes), 4 KB datageheugen, 8-kanaals-A/D, diverse timers, en on-chip-ondersteuning voor ethernet, USB, UART, SPI en GPSI-interfaces.
- IP3022: IP3022 is Ubicoms nieuwste krachtige 32 bit-processor draaiend op 250 MHz en de mogelijkheid om in hardware 8 verschillende processen tegelijk te ondersteunen. Deze chip is speciaal ontworpen voor draadloze routers.

## Xemics
- XE8000 8 bit-microcontrollerfamilie

## Xilinx
- Microblaze als "bibliotheekelement" beschikbare 32 bits-microcontroller
- Picoblaze als "bibliotheekelement" beschikbare 8 bits-microcontroller

## Zilog
Zilogs (belangrijkste) microcontrollerfamilies, in chronologische volgorde:
- ouder:
  - Zilog Z8 - 8 bit op Harvardarchitectuur gebaseerde microcontroller met on-chip-ROM / EPROM / OTP en SRAM.
  - Zilog Z180 - Z80-gebaseerde microcontroller; met on-chip-peripherals; en een adresseerruimte voor extern geheugen van 1 MB.
- nieuwer:
  - Zilog eZ8 - verbeterde Z8 (2-3 keer zo efficiënt als de originele Z8) met on-chip-flashgeheugen en SRAM.
  - Zilog eZ80 - een snelle 8/16/24 bit Z80 (3-4 keer zo efficiënt als de originele Z80) met flashgeheugen, SRAM, en peripherals; kan extern geheugen tot 16 MB lineair adresseren.
  - Zilog Z16 - snelle 8/16/32 bit-CPU met een compacte objectcode; 16 MB (4 GB mogelijk) adresseerbaar gebied; FLASH, SRAM, peripherals.